# Els Callens
Els Callens uitspraakⓘ (Antwerpen, 20 augustus 1970) is een voormalig tennisspeelster uit België. Haar professionele tennisloopbaan liep van 1990 tot oktober 2005. Zij nam afscheid op het WTA-toernooi van Hasselt, waar zij in de tweede ronde werd uitgeschakeld door de Duitse Julia Schruff.
Begin 2011 maakte zij haar comeback in het dubbelspel op het ITF-toernooi in het Duitse Kaarst ($10.000), aan de zijde van Nicky Van Dyck. Zij gingen echter al in de eerste ronde kansloos onderuit.
Hoogste ranking:
- Enkelspel: 43e (februari 1997)
- Dubbelspel: 12e (mei 2001)

## Posities op deWTA-ranglijst
Positie per einde seizoen:
| jaar | rang enkelspel | rang dubbelspel |
| ---- | -------------- | --------------- |
| 1990 | 340            | 238             |
| 1991 | 173            | 236             |
| 1992 | 266            | 203             |
| 1993 | 189            | 250             |
| 1994 | 130            | 222             |
| 1995 | 84             | 50              |
| 1996 | 51             | 45              |
| 1997 | 104            | 53              |
| 1998 | 94             | 43              |
| 1999 | 81             | 74              |
| 2000 | 107            | 15              |
| 2001 | 160            | 16              |
| 2002 | 67             | 34              |
| 2003 | 74             | 29              |
| 2004 | 122            | 45              |
| 2005 | 221            | 78              |
| 2011 | –              | 788             |

## Palmares
| Legenda                |
| ---------------------- |
| Grandslamtoernooi      |
| Olympische Spelen      |
| Year-End Championships |
| Tier I                 |
| Tier II                |
| Tier III               |
| Tier IV & V            |

### WTA-finaleplaatsen enkelspel
| nr.              | finale     | toernooi   | ondergrond | tegenstandster | score    |         |
| ---------------- | ---------- | ---------- | ---------- | -------------- | -------- | ------- |
| gewonnen finales |            |            |            |                |          |         |
| geen             |            |            |            |                |          |         |
| verloren finales |            |            |            |                |          |         |
| 1.               | 1996-10-27 | WTA Québec | tapijt (i) | Lisa Raymond   | 4-6, 4-6 | details |

### WTA-finaleplaatsen vrouwendubbelspel
| nr.              | finale     | toernooi        | ondergrond | partner                | tegenstandsters                        | score         |         |
| ---------------- | ---------- | --------------- | ---------- | ---------------------- | -------------------------------------- | ------------- | ------- |
| gewonnen finales |            |                 |            |                        |                                        |               |         |
| 01.              | 1996-01-07 | WTA Auckland    | hardcourt  | Julie Halard-Decugis   | Jill Hetherington Kristine Radford     | 6-1, 6-0      | details |
| 02.              | 1998-06-14 | WTA Birmingham  | gras       | Julie Halard-Decugis   | Lisa Raymond Rennae Stubbs             | 2-6, 6-4, 6-4 | details |
| 03.              | 1998-11-22 | WTA Pattaya     | hardcourt  | Julie Halard-Decugis   | Rika Hiraki Aleksandra Olsza           | 3-6, 6-2, 6-2 | details |
| 04.              | 2000-08-13 | WTA Los Angeles | hardcourt  | Dominique Van Roost    | Kimberly Po-Messerli Anne-Gaëlle Sidot | 6-2, 7-5      | details |
| 05.              | 2001-05-13 | WTA Berlijn     | gravel     | Meghann Shaughnessy    | Cara Black Jelena Lichovtseva          | 6-4, 6-3      | details |
| 06.              | 2001-05-19 | WTA Antwerpen   | gravel     | Virginia Ruano Pascual | Kristie Boogert Miriam Oremans         | 6-3, 3-6, 6-4 | details |
| 07.              | 2002-06-16 | WTA Birmingham  | gras       | Shinobu Asagoe         | Kimberly Po-Messerli Nathalie Tauziat  | 6-4, 6-3      | details |
| 08.              | 2003-06-15 | WTA Birmingham  | gras       | Meilen Tu              | Alicia Molik Martina Navrátilová       | 7-5, 6-4      | details |
| 09.              | 2004-02-22 | WTA Antwerpen   | tapijt (i) | Cara Black             | Myriam Casanova Eléni Daniilídou       | 6-2, 6-1      | details |
| 10.              | 2005-02-20 | WTA Antwerpen   | tapijt (i) | Cara Black             | Anabel Medina Garrigues Dinara Safina  | 3-6, 6-4, 6-4 | details |
| verloren finales |            |                 |            |                        |                                        |               |         |
| 01.              | 1996-05-19 | WTA Cardiff     | gravel     | Laurence Courtois      | Katrina Adams Mariaan de Swardt        | 0-6, 4-6      | details |
| 02.              | 2000-11-05 | WTA Québec      | tapijt (i) | Kimberly Po            | Nicole Pratt Meghann Shaughnessy       | 3-6, 4-6      | details |
| 03.              | 2001-09-16 | WTA Waikoloa    | hardcourt  | Nicole Pratt           | Tina Križan Katarina Srebotnik         | 2-6, 3-6      | details |
| 04.              | 2001-10-28 | WTA Linz        | tapijt (i) | Chanda Rubin           | Jelena Dokić Nadja Petrova             | 1-6, 4-6      | details |
| 05.              | 2002-02-03 | WTA Tokio       | tapijt (i) | Roberta Vinci          | Lisa Raymond Rennae Stubbs             | 1-6, 1-6      | details |
| 06.              | 2002-04-07 | WTA Sarasota    | gravel     | Conchita Martínez      | Jelena Dokić Jelena Lichovtseva        | 7-6, 3-6, 3-6 | details |
| 07.              | 2003-08-10 | WTA Los Angeles | hardcourt  | Jelena Bovina          | Mary Pierce Rennae Stubbs              | 3-6, 3-6      | details |
| 08.              | 2003-11-02 | WTA Québec      | tapijt (i) | Meilen Tu              | Li Ting Sun Tiantian                   | 3-6, 3-6      | details |
| 09.              | 2004-01-16 | WTA Hobart      | hardcourt  | Barbara Schett         | Shinobu Asagoe Seiko Okamoto           | 6-2, 4-6, 3-6 | details |
| 10.              | 2004-04-11 | WTA Casablanca  | gravel     | Katarina Srebotnik     | Marion Bartoli Émilie Loit             | 4-6, 2-6      | details |
| 11.              | 2004-08-15 | WTA Vancouver   | hardcourt  | Anna-Lena Grönefeld    | Bethanie Mattek Abigail Spears         | 3-6, 3-6      | details |
| 12.              | 2004-11-07 | WTA Québec      | tapijt (i) | Samantha Stosur        | Carly Gullickson María Emilia Salerni  | 5-7, 5-7      | details |

- In 2000 behaalde Els Callens samen met Dominique van Roost de bronzen medaille in het dubbelspel tijdens de Olympische Zomerspelen in Sydney.

## Resultaten grandslamtoernooien
| Legenda | Legenda                          |
| ------- | -------------------------------- |
| g.t.    | geen toernooi gehouden           |
| l.c.    | lagere categorie                 |
| –       | niet deelgenomen                 |
| G       | uitgeschakeld in de groepsfase   |
| 1R      | uitgeschakeld in de eerste ronde |
| 2R      | uitgeschakeld in de tweede ronde |
| 3R      | uitgeschakeld in de derde ronde  |
| 4R      | uitgeschakeld in de vierde ronde |
| KF      | uitgeschakeld in de kwartfinale  |
| HF      | uitgeschakeld in de halve finale |
| F       | de finale verloren               |
| W       | het toernooi gewonnen            |
| w-v     | winst/verlies-balans             |

### Enkelspel
| toernooi        | 1991 |    | 1995 | 1996 | 1997 | 1998 | 1999 | 2000 | 2001 | 2002 | 2003 | 2004 | 2005 |
| --------------- | ---- | -- | ---- | ---- | ---- | ---- | ---- | ---- | ---- | ---- | ---- | ---- | ---- |
| Australian Open | –    | 1R | 1R   | 1R   | 1R   | 2R   | 3R   | 2R   | –    | 2R   | 1R   | –    |      |
| Roland Garros   | –    | 2R | 1R   | 1R   | 2R   | 2R   | 2R   | –    | –    | 1R   | 1R   | –    |      |
| Wimbledon       | 2R   | –  | 1R   | 2R   | 1R   | 1R   | 2R   | –    | 3R   | 2R   | 2R   | 1R   |      |
| US Open         | –    | 1R | 3R   | 1R   | –    | 1R   | 2R   | –    | 2R   | 1R   | 2R   | –    |      |

### Vrouwendubbelspel
| toernooi        | 1995 | 1996 | 1997 | 1998 | 1999 | 2000 | 2001 | 2002 | 2003 | 2004 | 2005 |
| --------------- | ---- | ---- | ---- | ---- | ---- | ---- | ---- | ---- | ---- | ---- | ---- |
| Australian Open | –    | 3R   | 2R   | 1R   | 3R   | KF   | 2R   | 3R   | 1R   | 1R   | 1R   |
| Roland Garros   | 1R   | 1R   | 3R   | 1R   | KF   | 2R   | 3R   | 1R   | 2R   | 2R   | 1R   |
| Wimbledon       | 2R   | 1R   | KF   | KF   | 2R   | 3R   | 1R   | 3R   | 2R   | 3R   | 3R   |
| US Open         | 1R   | –    | 1R   | 1R   | 1R   | HF   | KF   | 1R   | 3R   | 1R   | 1R   |